# ВЕС Шилуте
ВЕС Шилуте — вітрова електростанція в Литві. На момент введення в експлуатацію найпотужніша ВЕС в країні.
Майданчик для станції площею 2000 гектарів обрали в південно-західній Литві за 15 км на південний схід від міста Шилуте. У другій половині 2016 року тут ввели в дію 24 турбіни виробництва компанії General Electric типу 2.5-120 з одиничною потужністю 2,5 МВт. Діаметр їх ротора складає 120 метрів, висота башти — 110 метрів.
Розрахункове річне виробництво електроенергії на ВЕС Шилуте становитиме 230 млн кВт·год.
Вартість проєкту — 100 млн євро.